# Južnoameričko prvenstvo u hokeju na travi
Južnoameričko prvenstvo u hokeju na travi  (špa. Sudamericano) je međunarodno natjecanje južnoameričkih reprezentacija u športu hokeju na travi.
Krovna organizacija za ovo natjecanje je Panamerička hokejaška federacija (eng. Pan American Hockey Federation, kratica: PAHF). 
Hokejaška natjecanja se na ovim igrama su se prvi put održala 2003. godine u muškoj i ženskoj konkurenciji.
| Godina | Domaćin                 | Zlato     | Srebro | Bronca  |
| ------ | ----------------------- | --------- | ------ | ------- |
| 2008.  | Montevideo, Urugvaj     | Argentina | Čile   | Urugvaj |
| 2006.  | Buenos Aires, Argentina | Argentina | Čile   | Peru    |
| 2003.  | Santiago de Chile, Čile | Argentina | Čile   | Peru    |

## Vanjske poveznice
- (engl.) Službene stranice  Arhivirana inačica izvorne stranice od 2. listopada 2009. (Wayback Machine)